# Hersilia hildebrandti
Hersilia hildebrandti är en spindelart som beskrevs av Karsch 1878. Hersilia hildebrandti ingår i släktet Hersilia och familjen Hersiliidae.
Artens utbredningsområde är Tanzania. Inga underarter finns listade i Catalogue of Life.